# Gare de Jacques-Monod-la-Demi-Lieue
Gare de Jacques-Monod-la-Demi-Lieue vasútállomás Franciaországban, Montivilliers településen.

## Vasútvonalak
Az állomást az alábbi vasútvonalak érintik:
- Havre-Graville–Tourville-les-Ifs-vasútvonal

## Kapcsolódó állomások
A vasútállomáshoz az alábbi állomások vannak a legközelebb:
- Gare d’Harfleur-Halte
- Gare de Montivilliers